# 成分分析报告
成分分析报告（也称产品分析证书，缩写：COA）是指由实验室准备，包含一项或多项实验室分析的详细结果（有时还包括规格和分析方法），并由分析方的授权代表手动或电子签署的正式文件。该文件保证了所分析样品成分的真实性，或具有所宣传的作用和效果。

## 用途
COA通常用于那些产品质量至关重要且产品接收方需要保证产品质量的行业，例如化学、临床研究、食品和饮料，制药等行业。根据具体情况，COA可用作产品质量证明、识别文件或比较文件。

## 组成内容
COA中包含的分析项目可能来自实验室的通用流程、法规驱动的要求和/或标准开发组织制定的标准。由于不同地区的规定可能有所不同，COA的内容和交付/纳入流程也会有所不同。通常来讲，COA中一般包含以下信息： 
- 产品/材料/样品供应方的人员统计信息和其他标识符
- 分析方的人员统计信息和许可证信息
- 与产品分析相关的任何辅助实体的人员统计或详细信息
- 产品/材料/样品规格的清晰描述
- 明确标识所进行的测试类型
- 任何相关的批号、样品号等
- 被测试产品/样品的保管链（英语：Chain of custody），包括日期、时间和相关照片
- 产品/材料/样品的重量或单位数量
- 产品/材料/样品的质量和浓度
- 分析方法（标准和非标准）、分析仪器和规格
- 统一、准确、简洁的分析结果（在适用时明确标明通过或未通过），并清晰标注分析日期
- 缩写/首字母缩写词及其含义的关键
- 执行或批准分析的授权人员的签名，以及联系信息和资格
- 更正COA的授权人员的姓名首字母或签名，以及表明COA已更正的明确标识符